# Athetis lepigone
Athetis lepigone là một loài bướm đêm trong họ Noctuidae.